# La Florida (merceria)
La Florida és una emblemàtica merceria ubicada a la plaça de l'ajuntament d'Inca. Fou fundada el 14 d'abril de 1949 per Joaquim Cortès Fuster i Joana Maria Forteza Cortès. Es caracteritza per la seva gran varietat d'articles, la decoració modernista del mostrador i les prestatgeries de fusta de l'interior. Al soterrani destaca una sala amb volta de canó.

## Història
L'origen del comerç es remunta als voltants de l'any 1870 quan Pere Cortès Aguiló, natural de Palma, es traslladà a viure a Inca, es casà i obrí un negoci de teixits i merceria. Com que una part de la importació de productes provenia de Filipines, se'l coneixia com Pere Filipines.
Els fills de Pere Cortès, Jaume i Antoni, heretaren el negoci que després passà als fills de Jaumeː Pere i Joaquim. El comerç es dividí en dos; Pere Cortès s'encarregà dels teixits (Can Pere) i Joaquim Cortès de la merceria (La Florida) en locals ubicats un al costat de l'altre.
A partir de 1988, dos dels fills de Joaquim i Joana, Rafel Pau i Immaculada, es posaren al capdavant del negoci fins a l'actualitat, essent així la quarta generació que regenta el negoci.
L'any 2017 fou guardonada amb el premi Dijous Bo d'Inca per la seva trajectòria en el comerç local.
El 2021, juntament amb altres 12 comerços d'Inca, fou reconegut com a Comerç Emblemàtic per l'Institut d'Innovació Empresarial de les Illes Balears.